# Anárjohka nationalpark
Anárjohka nationalpark (fram till 2021 kallad Øvre Anárjohka nationalpark) är en nationalpark i norra Norge. Den inrättades 1976 och har en yta på 1 409 km². Nationalparken ligger i Karasjoks och Kautokeino kommuner i Finnmark fylke och gränsar till Lemmenjoki nationalpark i Finland.
Anárjohka nationalpark ligger på högplatån Finnmarksvidda och består huvudsakligen av björkskog, tallmoar, myrar och insjöar. Enare älv, som gett nationalparken sitt namn, är samman med Kárášjohka älv källflöde till Tana älv.